# Westlicher Assam-Makak
Der Westliche Assam-Makak (Macaca assamensis pelops) ist die westliche Unterart des Assam-Makaken (Macaca assamensis). Er kommt in Osten von Nepal (westlichstes Vorkommen in Dhading), im äußersten Norden von Westbengalen, in Sikkim, im Westen von Assam und in Bhutan westlich des Manas vor. In verschiedenen Museen gibt es Exemplare, die in den Sundarbans in Bangladesch gesammelt wurden. Ob diese Reliktpopulation noch existiert, ist nicht bekannt.

## Merkmale
Ausgewachsene Männchen von M. a. pelops erreichen eine Kopf-Rumpf-Länge von 55 bis 63,5 cm und ein Gewicht von 10,4 bis 12,7 kg. Weibchen sind mit einer Kopf-Rumpf-Länge von 53 bis 62 cm fast ebenso groß, mit 7 bis 8,6 kg aber deutlich leichter. Der Schwanz hat eine Länge von 44 bis 63 % der Kopf-Rumpf-Länge und ist damit deutlich länger als bei der Nominatform des Assam-Makaken (26 bis 44 % der Kopf-Rumpf-Länge). Das Fell der Tiere ist generell bräunlich und variiert individuell von hell braungelb bis dunkel schokoladenbraun. Die Schulterregion ist in der Regel heller und ihre Haare sind länger als die Haare auf der hinteren Rückenregion. Die Außenseiten von Armen und Beinen haben die gleiche Farbe wie Rücken und Körperseiten, die Innenseiten der Gliedmaßen und der Bauch sind in der Regel dünn mit weißlichen Haaren bedeckt. Das Gesicht ist leicht behaart, die Gesichtshaut rund um die Augen ist rosa oder weißlich und ums Maul bräunlich oder leicht purpurn.

## Lebensraum
M. a. pelops kommt in Höhen von 200 bis 3100 Metern in subtropischen und gemäßigt temperierten immergrünen Laubwäldern vor. Das Verbreitungsgebiet ist stark fragmentiert. Die Affen ernähren sich vor allem von Pflanzen, Kleintiere wie Insekten und kleine Echsen werden wahrscheinlich ebenfalls gefressen. Zu ihrer Nahrung gehören Früchte, Blätter, Samen, Rhizome und die Wurzeln von Epiphyten. Außerdem werden zahlreiche vom Menschen angebaute Pflanzen und Früchte verzehrt, darunter Bananen, Mangos, Papayas, Äpfel, Litschis, Gurken und Bambus. Auch Brot und Kekse werden nicht verschmäht. Wahrscheinlich paaren sich die Affen im Winter (Trockenzeit) und gebären die Jungtiere im Sommer (Regenzeit). Nach einer Tragzeit von 5,5 Monaten wird ein einzelnes Jungtier geboren.

## Systematik
Die Unterart wurde 1841 durch den britischen Naturforscher Brian Houghton Hodgson erstmals beschrieben und nach Pelops, einer Figur aus der griechischen Mythologie benannt.
Sie unterscheidet sich sowohl morphologisch als auch genetisch von der weiter östlich lebenden Nominatform des Assam-Makaken und ist wahrscheinlich eine eigenständige Makakenart. Nach Vergleichen bestimmter Genloci auf der mitochondrialen DNA und auf der DNA des Y-Chromosoms ist M. a. pelops näher mit dem Arunachalmakaken (M. munzala) und dem Weißwangenmakaken (M. leucogenys) verwandt als mit der Nominatform des Assam-Makaken.

## Gefährdung
Die IUCN gibt an, dass M. a. pelops potentiell gefährdet (Near Threatened) ist.

## Belege
1. 1 2 3  
Boonratana, R., Chalise, M., Chetry, D., Htun, S. & Timmins, R.J. 2020. Macaca assamensis ssp. pelops. The IUCN Red List of Threatened Species 2020: e.T39767A17985727. doi: 10.2305/IUCN.UK.2020-2.RLTS.T39767A17985727.en
2. 1 2  Jack Fooden (1982). Taxonomy and evolution of the sinica group of macaques: 3. Species andsubspecies accounts of Macaca assamensis. Fieldiana Zoology, New Series Nr. 10 S. 1–52. online
3. 1 2  D. Zinner, G. H. Fickenscher & C. Roos: Family Cercopithecidae (Old World monkeys). S. 641 in Russell A. Mittermeier, Anthony B. Rylands & Don E. Wilson: Handbook of the Mammals of the World: Primates: 3. ISBN 978-84-96553-89-7.
4. ↑  
Brian Houghton Hodgson (1841): Classified catalogue of mammals of Nepal. Calcutta Journal of Natural History and Miscellany of the Arts and Sciences in India. 4: S. 284–294.
5. ↑  
Laxman Khanal, Mukesh Kumar Chalise, Peng-Fei Fan, Randall C. Kyes, Xue-Long Jiang. Multilocus phylogeny suggests a distinct species status for the Nepal population of Assam macaques (Macaca assamensis): implications for evolution and conservation. Zoological Research, 2021, 42(1): 3–13. doi: 10.24272/j.issn.2095-8137.2020.279